# خاویر پاسکال یورنته
خاویر پاسکال یورنته (اسپانیایی: Javier Pascual Llorente‎؛ زادهٔ ۳۰ مارس ۱۹۷۱) دوچرخه‌سوار اهل اسپانیا است.
وی عضو تیم‌هایی همچون تیم موویستار و تیم دوچرخه‌سواری کلمه بوده است.